# Rögle BK
Rögle BK ist ein schwedischer Eishockeyverein aus Ängelholm, der seit 2015 wieder in der höchsten schwedischen Spielklasse, der Svenska Hockeyligan, spielt.

## Geschichte
Der Verein wurde 1932 als Bandy-Team gegründet, die Eishockeyabteilung wurde in den 1950er-Jahren ins Leben gerufen. 1966 stieg die Eishockeymannschaft erstmals in die Allsvenskan, die damals höchste Spielklasse Schwedens, auf und gehörten dieser Spielklasse drei Jahre lang an. In der Saison 1991/92 schaffte das Team erneut den Sprung in die höchste schwedische Eishockeyliga, inzwischen die Elitserien, wo es bis 1996 verbleiben konnte, dann allerdings in der Kvalserien in die HockeyAllsvenskan abstieg. 2008 erreichte die Mannschaft als eins der vier besten Teams der HockeyAllsvenskan die Kvalserien, in der man schließlich einen Startplatz für die Elitserien-Saison 2008/09 erringen konnte.
2010 stieg der Club erneut in die zweite Spielklasse ab, ehe zur Saison 2012/13 ein erneuter Aufstieg in die höchste Ligastufe erfolgte, man schaffte es aber nicht die Spielklasse zu halten. In der Saison 2020/21 erreichte der Klub erstmals das Playoff-Finale, in dem es den Växjö Lakers unterlag.
2022 sicherte sich Rögle BK den Titel der Champions Hockey League mit einem 2:1-Sieg gegen Tappara aus Finnland.

## Spieler

### Bekannte Spieler
- Paul Andersson
- Alexander Barta
- Éric Beaudoin
- Jonas Bergqvist
- Stefan Bergqvist
- Oscar Dansk
- Heinz Ehlers
- Björn Elvenes
- Stefan Elvenes
- Tord Elvenes
- Kari Eloranta
- Johan Finnström
- Mikael Gath
- Roger Hansson
- Thomas Haugh
- Michael Hjälm
- Nils Höglander
- Daniel Johansson
- Jacob Johansson
- Jörgen Jönsson
- Kenny Jönsson
- Philip Larsen
- Andreas Lilja
- Hampus Lindholm
- Henrik Lundqvist
- Joel Lundqvist
- Torgny Löwgren
- Des Moroney
- Michael Nylander
- William Nylander
- Dave Poulin
- Byron Ritchie
- Giulio Scandella
- Felix Schütz
- Moritz Seider
- Kristoffer Starck
- Ulf Sterner
- Kari Suoraniemi
- Pelle Svensson
- Daniel Tjärnqvist
- Mathias Tjärnqvist
- Ryan Vesce

### Nicht mehr zu vergebende Rückennummern
Folgende Spieler haben sich um den Verein so verdient gemacht, dass ihre Rückennummern zu ihren Ehren nicht mehr vergeben werden. Diese Nummern bzw. Spieler sind:
- #1 Kenth Svensson
- #13 Roger Elvenes
- #9 Lennart Åkesson
- #19 Kenny Jönsson
- #25 Stefan Elvenes